# Alexander Pschill
Alexander Pschill (* 13. Juni 1970 in Wien) ist ein österreichischer Schauspieler, der mit der Hauptrolle in Kommissar Rex auch über Österreich hinaus Bekanntheit erlangte.

## Leben
Alexander Pschill absolvierte die American International School in Wien und studierte von 1989 bis 1993 am Cornish College of the Arts Professional Acting Conservatory in Seattle/Washington (USA). Mit der Hauptrolle in Peter Patzaks TV-Produktion 1945
begann seine Fernsehkarriere. Des Weiteren spielte er in Der Sohn des Babymachers und Glück auf Raten (beide 1995). Ab 2000 gehört er zur Besetzung der Serie Julia – Eine ungewöhnliche Frau. Nach einer Episodenrolle (Seidl) 1995 in der Folge Blutspuren übernahm Alexander Pschill alias Marc Hoffmann 2002 neben Elke Winkens die Hauptrolle in der Serie Kommissar Rex.
Alexander Pschill ist auch Theaterschauspieler. Er spielte unter anderem bei den Festspielen Reichenau, in Wien am Theater Drachengasse, am Renaissancetheater Wien, dem Theater der Jugend Wien sowie beim Theatersommer Haag und in Berlin am Schloßparktheater. In der aktuellen Spielzeit spielt er im Theater in der Josefstadt und in den Wiener Kammerspielen in Das Interview und in der Wiederaufnahme von Ladies Night.
Pschill ist Mitgründer und künstlerischer Leiter des Theaters Bronski & Grünberg in Wien.
Pschill lebt mit der Regisseurin Kaja Dymnicki und den gemeinsamen Kindern in Wien.

## Filmografie

### Fernsehen
- 1993: 1945, TV-Film, Regie: Peter Patzak
- 1994: Der Sohn des Babymachers, TV-Film, Regie: Susanne Zanke
- 1995: Glück auf Raten, TV-Film, Regie: Peter Patzak
- 1995: Kommissar Rex, – Blutspuren, Regie: Udo Witte
- 1997/1998: Aus heiterem Himmel, TV-Serie, durchgehende Rolle in Staffel IV und V, Regie: Wolfgang Henschel, Dominikus Probst u. a.
- 1999: Ach Baby, ein Baby, TV-Film, Regie: Wolfgang Murnberger
- 2000/2001: Julia – Eine ungewöhnliche Frau, TV-Serie, durchgehende Rolle in Staffel III und IV, Regie: Holger Barthel, Walter Bannert
- 2001: Selbstbeschreibung, TV-Film, Hauptrolle, Regie: Georg Stefan Troller
- 2002–2004: Kommissar Rex, TV-Serie, durchgehende Hauptrolle, Regie: Hajo Gies, Gerald Liegel, Michi Riebl, Andreas Prochaska, u. a.
- 2004: Der Bestseller – Wiener Blut, TV-Film, Regie: Dirk Regel
- 2007: SOKO Donau
- 2008–2011: Die Lottosieger
- 2012: Vatertag, Regie: Michael Riebl
- 2013: Janus
- 2020: Wischen ist Macht – Alles für den Hugo
- 2020: Letzter Wille
- 2021: SOKO Donau: Wien sehen und sterben
- seit 2022: SOKO Linz (Fernsehserie)
- 2024: Kafka (Fernsehserie)

### Kino
- 1996: That’s all Jonny, Kinofilm, Regie: Michael Pfeifenberger
- 1997: Beastie Girl, Kinofilm, Regie: Johannes Fabrick
- 1997: Alles werden gut, Kinofilm, Regie: Michael Pfeifenberger
- 2000: Thanksgivin’, die nachtblaue Stadt, Kinofilm, Regie: Michael Pfeifenberger
- 2003: Schatten, Kinofilm, Regie: Markus Engel
- 2010: Todespolka, Regie: Michael Pfeifenberger
- 2022: Corsage, Regie: Marie Kreutzer

## Theater
- Gut gegen Nordwind (Wiener Kammerspiele)

- Alle sieben Wellen (Wiener Kammerspiele)

## Auszeichnungen
- 2001: Romy Shooting Star
- 2023: Wiener Schauspiel-Ring[6]